# 瓦尔德阿赫塔尔
瓦尔德阿赫塔尔是德国巴登-符腾堡州的一个市镇。总面积29.87平方公里，总人口5773人，其中男性2831人，女性2942人（2011年12月31日），人口密度193人/平方公里。